# Bramberg am Wildkogel
Bramberg am Wildkogel je obec v Salcbursku v Rakousku 35 kilometrů od Zell am See.

## Geografie
Bramberg se nachází v okrese Zell am See v nadmořské výšce 819 metrů na jižním úpatí Wildkogelu (2 224 m).
Obec je rozdělena do 13 částí: Bicheln, Bramberg, Dorf, Habach, Leiten, Mühlbach, Mühlberg, Schönbach, Schweinegg, Sonnberg, Steinach, Wenns, Weyer.
Bramberg byl až do roku 2002 částí okresu Mittersill, od roku 2003 je součástí okresu Zell am See.

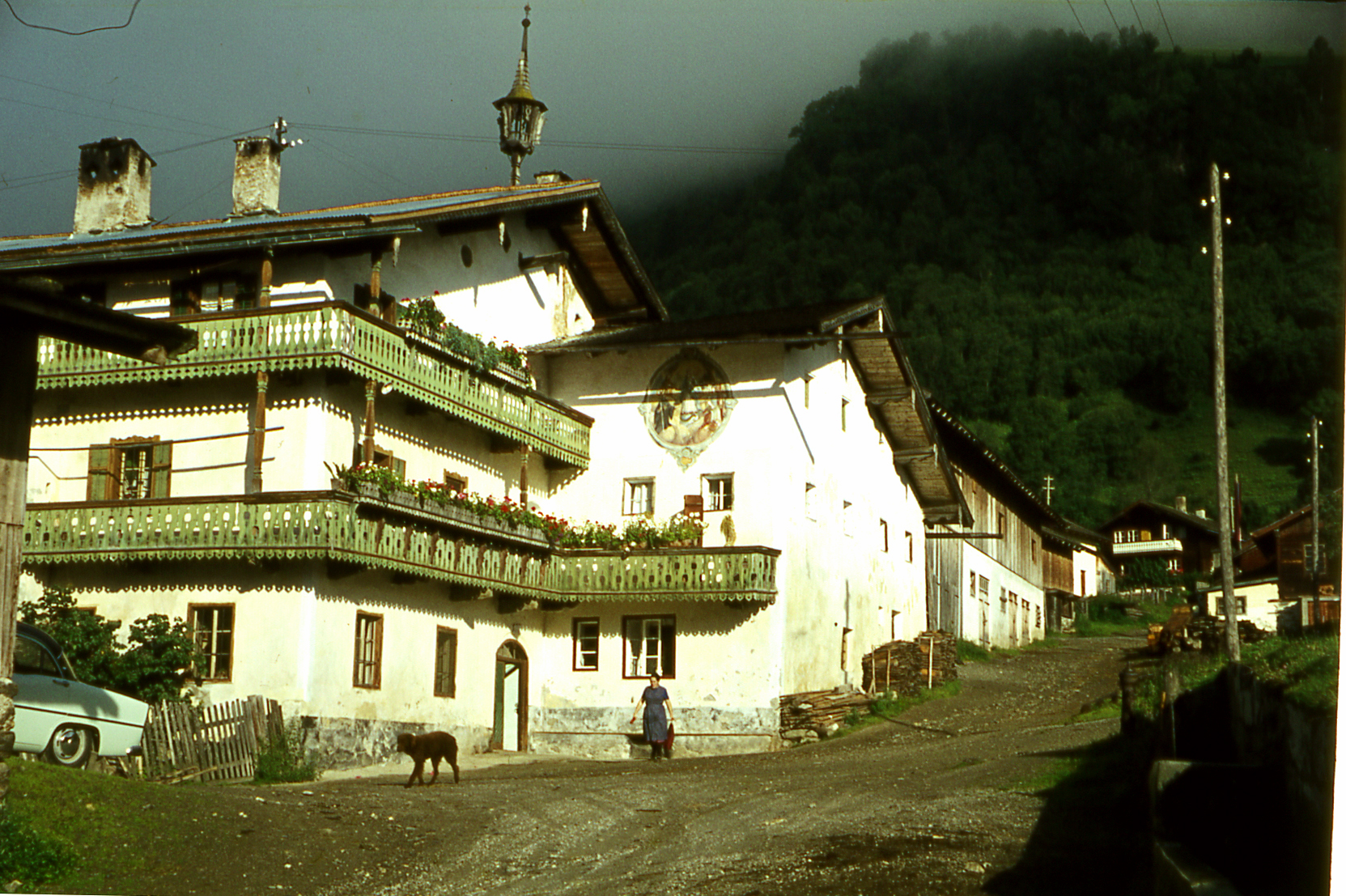
Domy v Brambergu v roce 1965

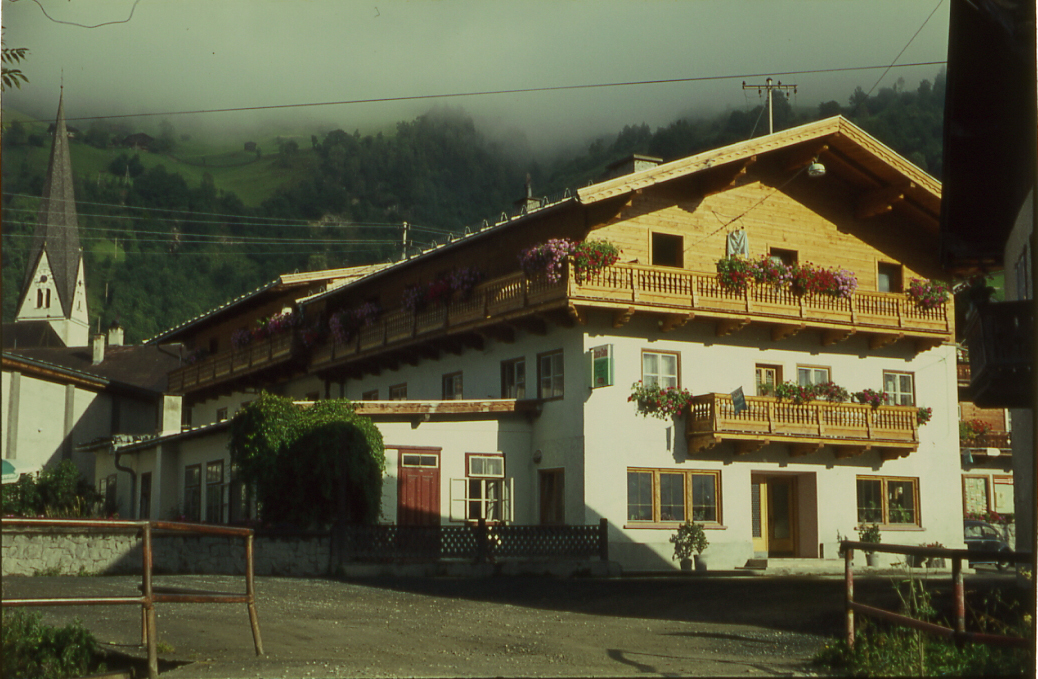
Hostinec Käserer v Brambergu v roce 1965

## Osobnosti
Byl zde 27. června 1897 pohřbený Gottfried Bacher (1838–1897), rakouský důlní odborník a ředitel Pražské železářské společnosti v Kladně.